# Kalbíes

Italia en torno al año 1000.

Los kalbíes fueron una dinastía árabe musulmana de Sicilia, isla que gobernaron del 948 al 1053. Los nombraban teóricamente los califas fatimíes, aunque fueron tornándose paulatinamente autónomos.

## Conquista musulmana de Sicilia
Los aglabíes llegaron a Marsala, en Sicilia, en el 827 con una flota que llevaba diez mil soldados a las órdenes de Asad ibn al-Furat; por entonces los bizantinos estaban sumidos en una crisis interna. Los invasores se apoderaron de Palermo en el 831 e hicieron de ella su capital. Se adueñaron luego de Siracusa en el 878 y en el 902 de la última plaza en poder de Bizancio, Taormina. Al mismo tiempo, llevaron a cabo varias incursiones por la Italia meridional, a consecuencia de las cuales se crearon nuevos emiratos en Tropea, Tarento y Bari. Los musulmanes estaban, no obstante, divididos por rencillas internas debidas al deseo de hacerse con el poder en la región. La isla dependía formalmente de los aglabíes y luego de los fatimíes.

## Establecimiento de la dinastía en Sicilia
Tras aplastar una rebelión, el califa fatimí nombró a Hasán al-Kalbi (948-953) emir de Sicilia, el primero de la dinastía kalbí, a la que dio nombre. Los fatimíes hicieron de ellos sus representantes en la isla hasta que trasladaron la capital del califato de Ifriqiya a El Cairo en el 969. Las incursiones en el sur de la península itálica prosiguieron con los kalbíes hasta el siglo XI, y en el 982 un ejército alemán al mando de Otón II fue derrotado por Abu'l-Qasim en la batalla de Stilo, disputada cerca de Crotona, en Calabria. 

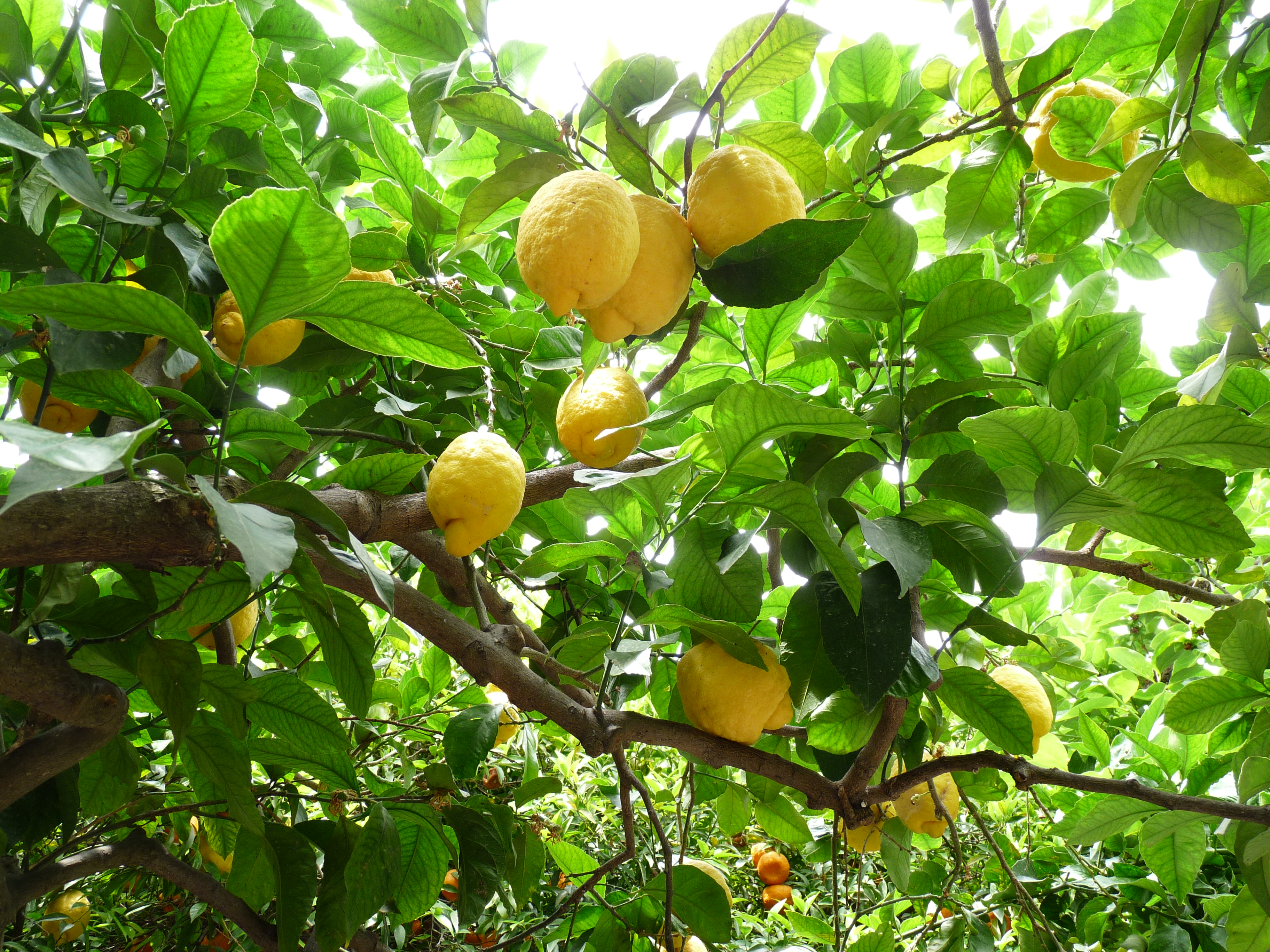
Limones: estos y otros cítricos fueron traídos a Sicilia en tiempos de los kalbíes.

El declive de la dinastía comenzó con el emirato de Yusuf al-Kalbi (990-998), que confió la isla a sus hijos y permitió que los ziríes de Ifriqiya interviniesen en la política insular. El conflicto dinástico se agudizó en tiempos de al-Ajal (1017-1037); las distintas facciones enfrentadas se coligaban con bizantinos y ziríes. Ninguna de estas dos potencias pudo afianzar su presencia en Sicilia permanentemente, pero esta se dividió en tiempos de Hasan as-Samsam (1040-1053) en pequeños feudos. Los kalbíes se extinguieron en el 1053, y en 1061 los normandos de la Italia meridional, con Roger I de Sicilia a la cabeza, emprendieron la conquista de la isla, que completaron en el 1091. Sin embargo, los conquistadores permitieron a los musulmanes permanecer en ella; estos desempeñaron un destacado papel en la administración, el ejército y la economía del reino normando hasta el siglo XII.
Sicilia, y especialmente Palermo, fue un centro económico importante del Mediterráneo durante el período kalbí. Los musulmanes introdujeron el cultivo de los limones, las naranjas y la caña de azúcar, así como el algodón y la morera (para la sericultura) y crearon sistemas de riego para mejorar la agricultura. Sicilia era también un importante núcleo comercial del Mediterráneo, con conexiones con el Oriente Próximo, el África septentrional y las repúblicas marítimas italianas como Amalfi, Pisa y Génova.